# Johann Liss

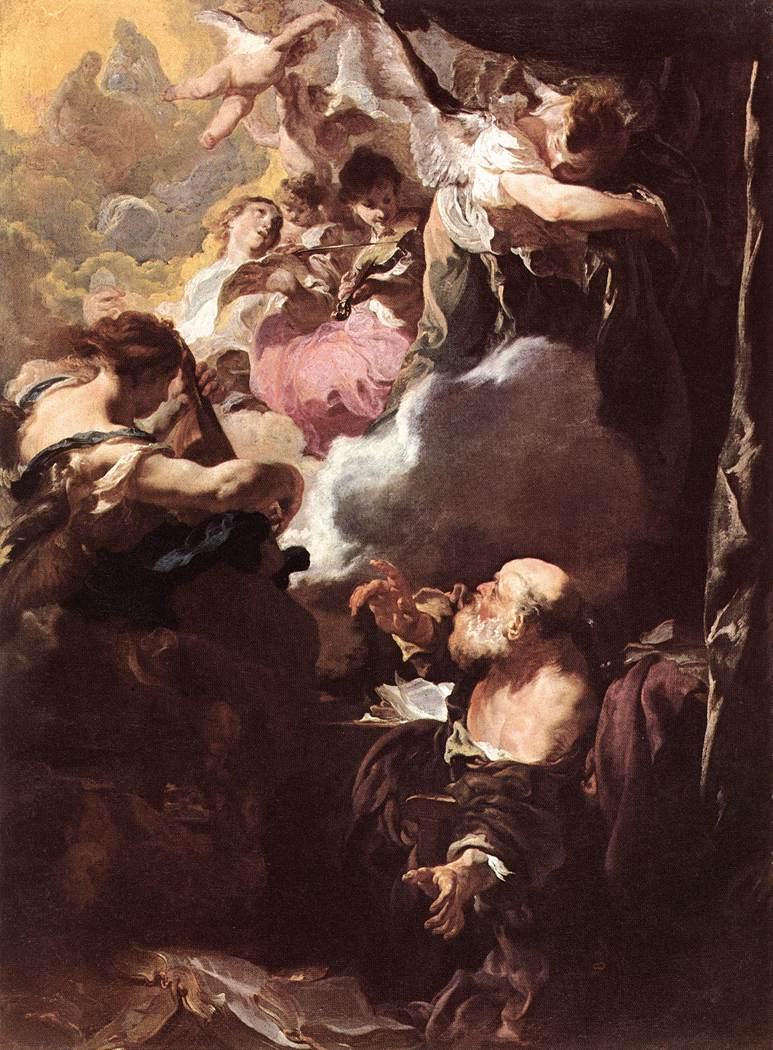
Die Entrückung des heiligen Paulus, Gemäldegalerie (Berlin), um 1627

Johann Liss (* um 1597 in Oldenburg, Holstein; † 5. November 1631 in Verona) war ein bedeutender deutscher Maler des 17. Jahrhunderts.

## Leben
Die Eltern von Johann Liss waren vermutlich Maler im Dienst des Herzogs von Holstein-Gottorf und sorgten für seine erste Ausbildung. Früh verließ er seine Heimat. Von 1614 bis 1619 lebte er in Amsterdam, Haarlem und Antwerpen. Um 1620 reiste er über Paris nach Italien, arbeitete zunächst in Venedig und ließ sich um 1622 in Rom nieder, wo er sich den Nachfolgern Caravaggios anschloss. Um 1627 kehrte er nach Venedig zurück und übernahm den Auftrag für ein großes Altarbild, die Inspiration des Hl. Hieronymus, in San Nicolò da Tolentino, das noch heute dort zu sehen ist. Liss starb an der 1629 in Venedig ausgebrochenen Pest.
Infolge seines frühen Todes hat er nur ein kleines Lebenswerk hinterlassen. Er war ein passionierter Figurenmaler, der ebenso mythologische wie biblische Themen schätzte. Nach Joachim von Sandrart, der mit Liss ab 1628 eine Zeitlang in Venedig zusammenlebte, habe Liss wohl nie eine feste Anstellung angestrebt und führte einen unsteten Lebenswandel mit ungewöhnlicher Arbeitsweise, indem er „oft zwei drei Nächte außer Haus“ (war) und anschließend nächtelang arbeitete, wobei er kaum Schlaf bekam und wenig zu sich nahm. Warnungen, dass er sich gesundheitlichen Schaden zufüge, habe er ausgeschlagen.
Liss pflegte einen ganz eigenen, sehr malerischen und koloristischen Stil, der überwiegend von der venezianisch geprägten Barockmalerei beeinflusst ist, von Vorbildern wie Tizian, Rubens und Domenico Fetti. Seine künstlerische Wirkung hat sich erst im 18. Jahrhundert, besonders in Venedig (Sebastiano Ricci, Piazzetta, Tiepolo) entfalten können.

## Werke

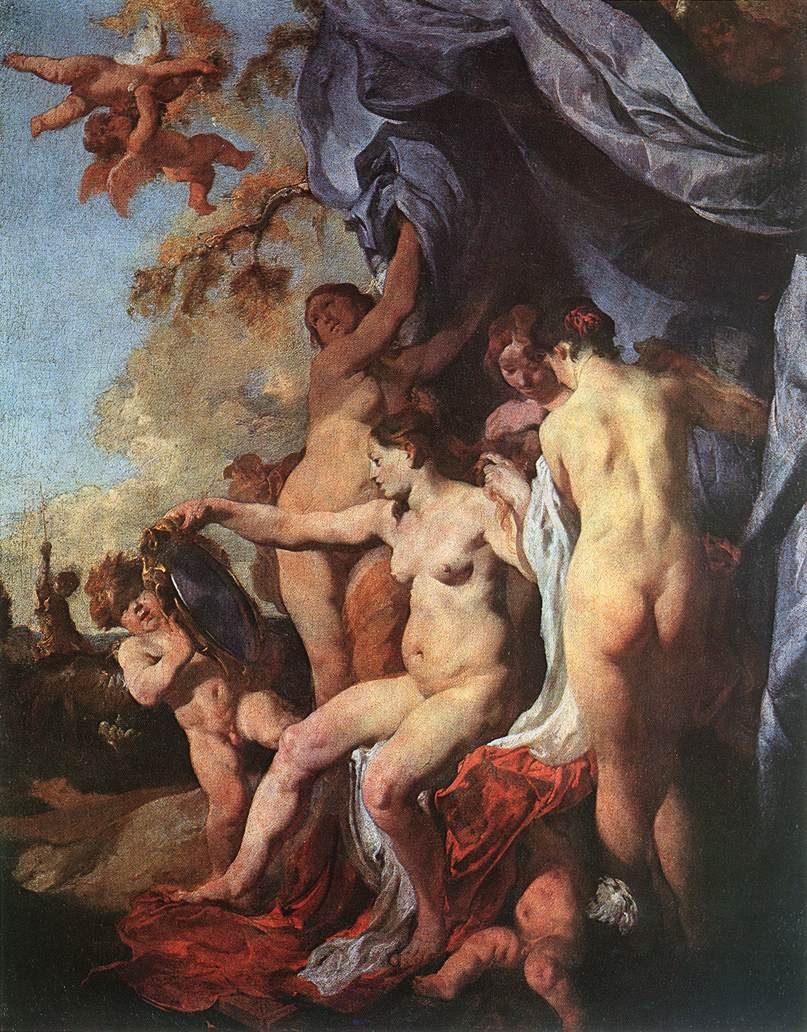
Die Toilette der Venus, Uffizien, Florenz

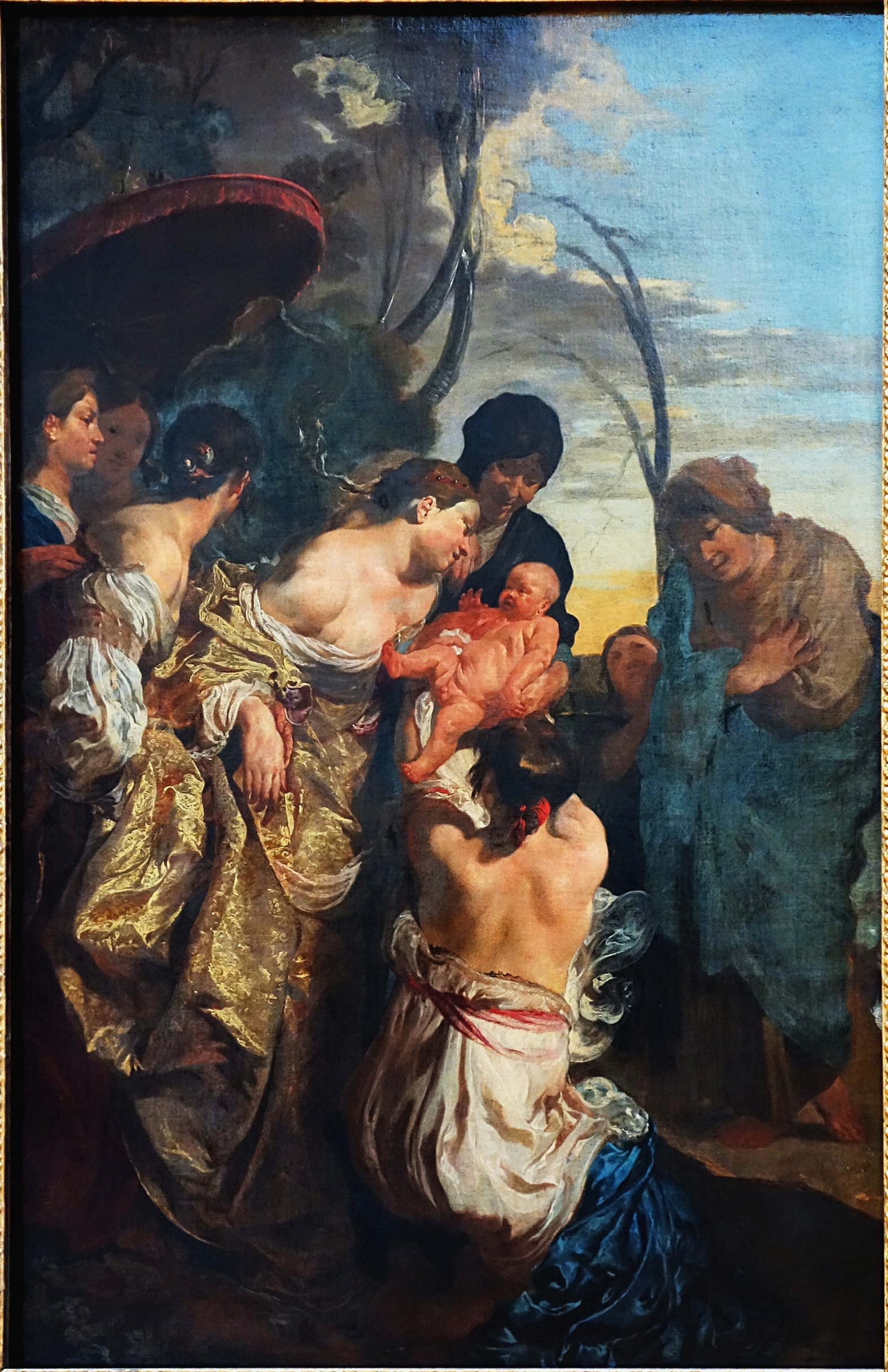
Die Auffindung Mosis, Palais des Beaux-Arts, Lille

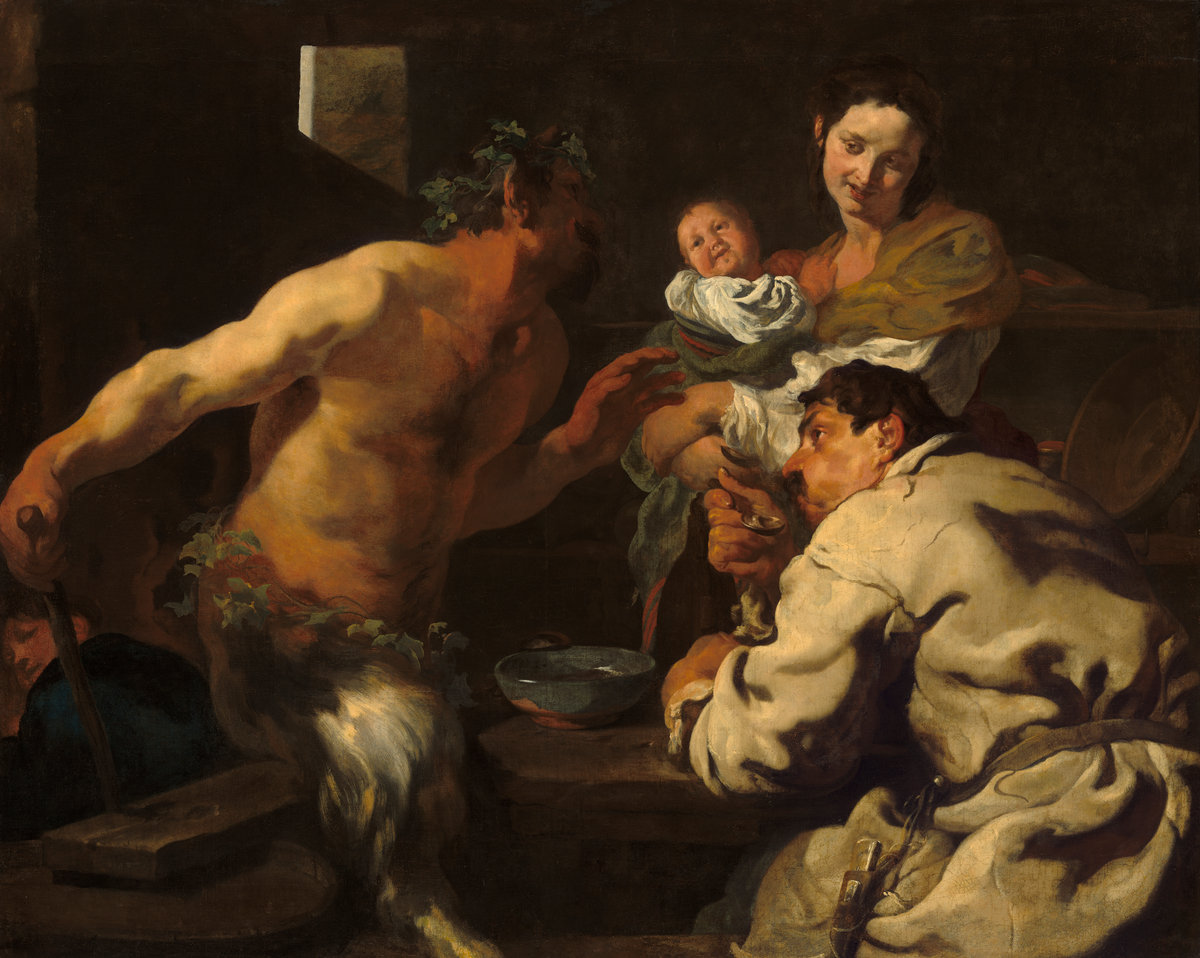
Der Satyr beim Bauern, möglicherweise um 1623/1626 National Gallery of Art, Washington, D.C.

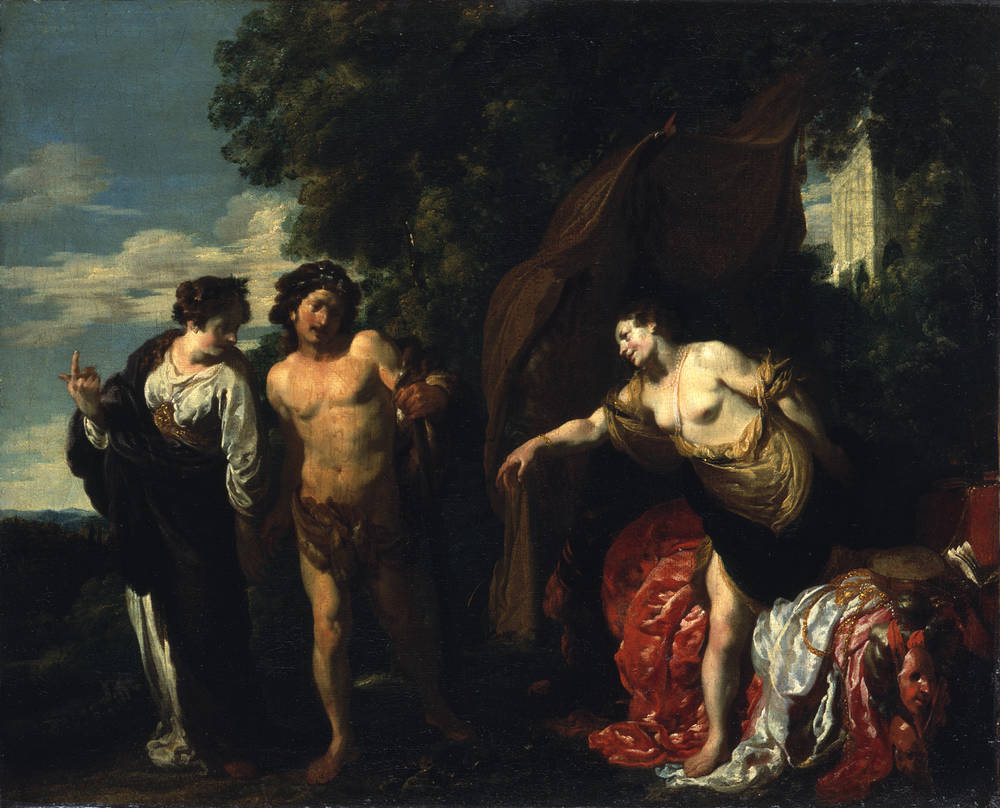
Herkules am Scheidewege, um 1625, Gemäldegalerie Alte Meister, Dresden

- Salmacis und Hermaphroditus (Badende Nymphen), Gemälde (Leinwand), 104,5 × 95 cm, Schaezlerpalais, Augsburg
- Die Entrückung des heiligen Paulus, Gemälde (Leinwand), 81,8 × 60,5 cm, Gemäldegalerie, Berlin
- Beim Zahnausreißer, Gemälde (Leinwand), 129 × 96,5 cm, Kunsthalle, Bremen
- Ländlicher Hochzeitszug, Gemälde (Leinwand), 65,5 × 81,5 cm, Szépművészeti Múzeum, Budapest
- Amor, Gemälde (Leinwand), 87,7 × 65,7 cm, Museum of Art, Cleveland, Ohio
- Abrahams Opfer, Gemälde (Leinwand), 88 × 70 cm, Uffizien, Florenz
- Die Toilette der Venus, Gemälde (Leinwand), 82 × 69 cm, Uffizien, Florenz
- Herkules am Scheidewege, Gemälde (Leinwand), 61 × 75 cm, Gemäldegalerie Alte Meister, Dresden
- Venus und Adonis, Gemälde (Kupfer), 53,5 × 69 cm, Staatliche Kunsthalle, Karlsruhe
- Das Morraspiel, Gemälde (Leinwand), 75,3 × 55,9 cm, Gemäldegalerie Alte Meister, Kassel
- Die Versuchung des heiligen Antonius, Gemälde (Kupfer), 23,3 × 17,8 cm, Wallraf-Richartz-Museum, Köln
- Die Auffindung Mosis, Gemälde (Leinwand), 155 × 106 cm, Palais des Beaux-Arts, Lille
- Der Sturz des Phaeton, Gemälde (Leinwand), 126,5 × 110,3 cm, National Gallery, London
- Judith im Zelt des Holofernes, Gemälde (Leinwand), 128,5 × 99 cm, National Gallery, London
- Christus am Ölberg, Gemälde (Kupfer), 28,2 × 21 cm, Privatbesitz, London
- Die Schindung des Marsyas, Gemälde (Kupfer), 49,5 × 37 cm, Puschkin-Museum, Moskau
- Versuchung des heiligen Antonius, Gemälde (Kupfer), 22 × 16,8 cm, Alte Pinakothek, München
- Tod der Kleopatra, Gemälde (Leinwand), 97,5 × 85,5 cm, Alte Pinakothek, München
- Der Triumph Davids, Gemälde (Leinwand), 161 × 121 cm, Palazzo Reale, Neapel
- Die Versuchung der heiligen Maria Magdalena, Gemälde (Leinwand), 98,8 × 125,8 cm, Metropolitan Museum of Art, New York City
- Nymphe und Hirte, Gemälde (Leinwand), 104,5 × 95 cm, Metropolitan Museum of Art, New York City
- Der verlorene Sohn, Gemälde (Leinwand), 160,5 × 240 cm, Germanisches Nationalmuseum, Nürnberg
- Bauernstreit, Gemälde (Leinwand), 67,4 × 83 cm, Germanisches Nationalmuseum, Nürnberg
- Galantes Paar, Gemälde (Leinwand), 63 × 49 cm, Schloss Weißenstein, Pommersfelden
- Die Toilette der Venus, Gemälde (Holz), 80 × 59,5 cm, Schloss Weißenstein, Pommersfelden
- Die büßende Magdalena, Gemälde (Leinwand), 90 × 80 cm, Historisches Museum, Slavkov u Brna
- Die Trauer um Abel, Gemälde (Leinwand), 67,5 × 84 cm, Accademia, Venedig
- Der Satyr beim Bauern, Gemälde (Leinwand), 133,3 × 167,4 cm, National Gallery of Art, Washington, D.C.
- Der verlorene Sohn, Gemälde (Leinwand), 86 × 70 cm, Akademie der bildenden Künste, Wien

## Trivia
In Oldenburg in Holstein wurde die Realschule nach Johann Liss benannt. Nach der Zusammenlegung der Realschule mit der Hauptschule und Grundschule wurde der Name nicht weiter verwendet. Seitdem heißt die Gemeinschaftsschule Wagrien-Schule. Lediglich das ehemalige Hauptgebäude der Realschule behielt den Namen Johann. Ebenso ist eine Straße in Oldenburg in Holstein nach ihm benannt.